# Kohl
Kohl (Brassica) bildet eine Pflanzengattung innerhalb der Familie der Kreuzblütler (Brassicaceae). Die etwa 35 Arten sind von Südwesteuropa über das nordwestliche und östliche Afrika bis Südwestasien verbreitet. Viele wichtige Kulturpflanzen gehören zu dieser Gattung.

## Namensgebung
Der deutsche Gattungsname Kohl, von althochdeutsch kôl(i) bzw. chôl(o), mittelhochdeutsch in mittelalterlichen Texte auch kol und kole geschrieben, wurde bereits von den Germanen aus dem lateinischen caulis „Stängelkohl“ oder einer der vulgärlateinischen Varianten cōlis und cōlus entlehnt, das im ursprünglichen Sinne nur den Strunk einer Pflanze bezeichnete. Das lateinische Wort caulis selbst geht – wie altgriechisch καυλός (kaulós) „(hohler) Stängel, Stiel, Schaft, Strunk, Kohl (meist Gemüsekohl)“ – vermutlich auf eine indogermanische Wurzel kaul mit der Bedeutung „hohl“, speziell „Röhrenknochen, hohler Pflanzenstängel“, zurück (vergleiche auch altgriechisch κοῖλος koĩlos „hohl“).

## Beschreibung

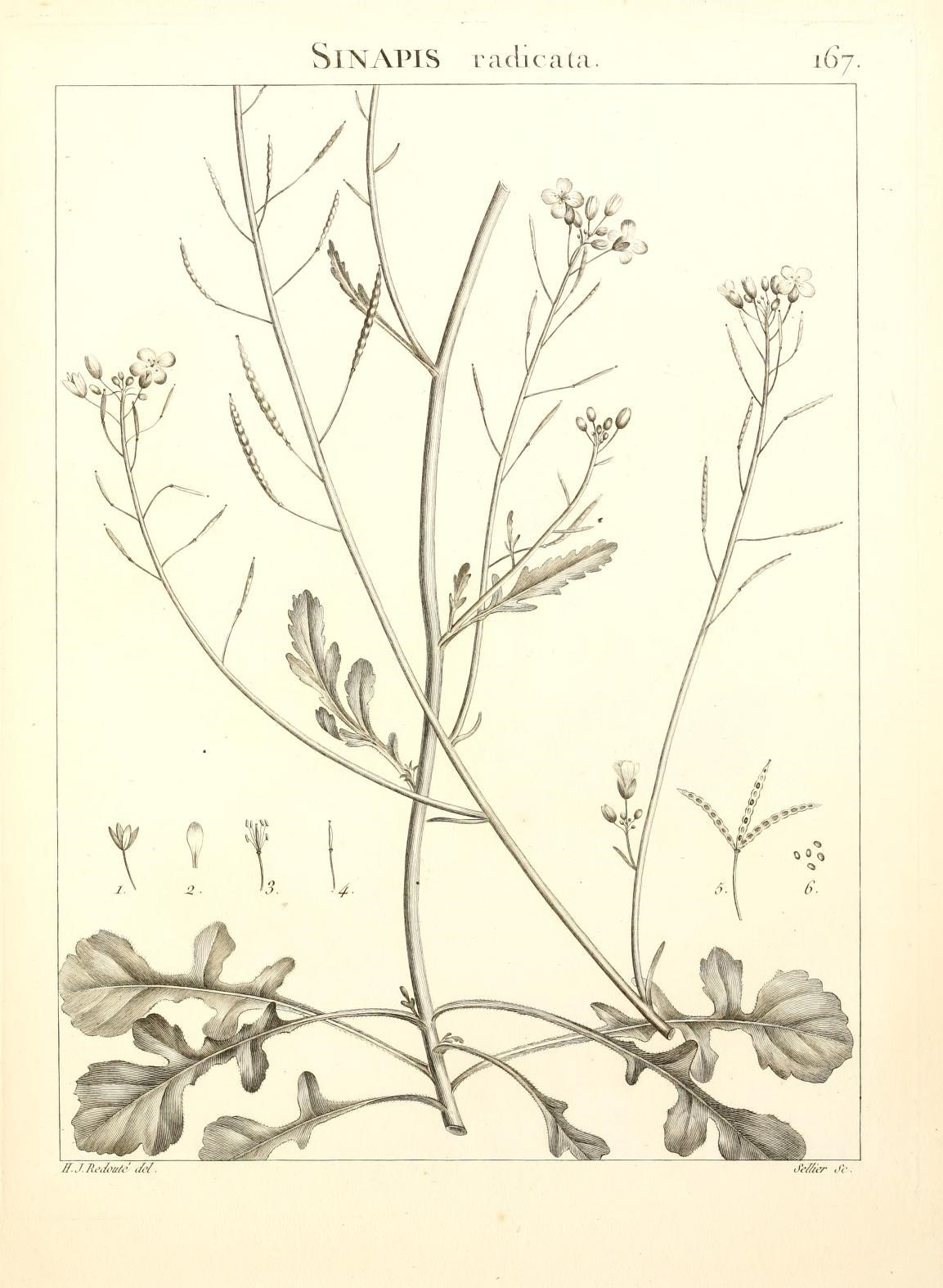
Illustration aus Flora Atlantica, sive, Historia plantarum quae in Atlante, agro Tunetano et Algeriensi crescunt, Tafel 167 von Brassica fruticulosa subsp. radicata

### Vegetative Merkmale
Brassica-Arten sind ein-, zwei- oder mehrjährige krautige Pflanzen und erreichen Wuchshöhen von meist 30 bis 70 (10 bis 100) Zentimetern. Die Stängel sind meist verzweigt.
Die grundständig und wechselständig am Stängel verteilt angeordneten Laubblätter können gestielt oder sitzend sein. Die Blattspreiten sind sehr unterschiedlich groß und auch unterschiedlich geformt je nach Art.

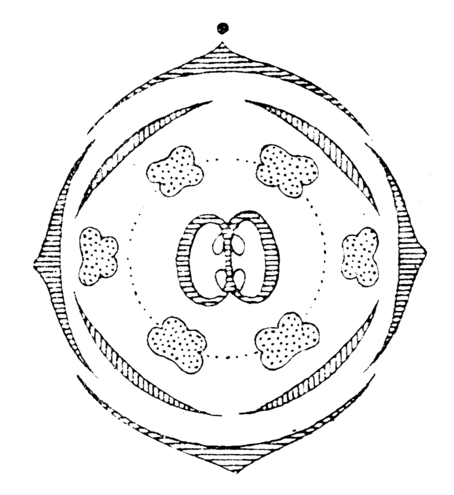
Blütendiagramm von Brassica

### Generative Merkmale
Die traubigen Blütenstände sind meist nicht verzweigt. Die zwittrigen Blüten sind vierzählig. Die vier Kronblätter sind in der Form eines Kreuzes angeordnet. Die zwei Fruchtblätter sind zu einem oberständigen Fruchtknoten verwachsen.
Die Blütenformel lautet:
{\displaystyle \star K_{4}\;C_{4}\;A_{2+4}\ C_{8}\ \;G_{\underline {(2)}}}
Die Früchte sind Schoten.
Die Chromosomenzahl bei den Naturformen beträgt 2n = 20.

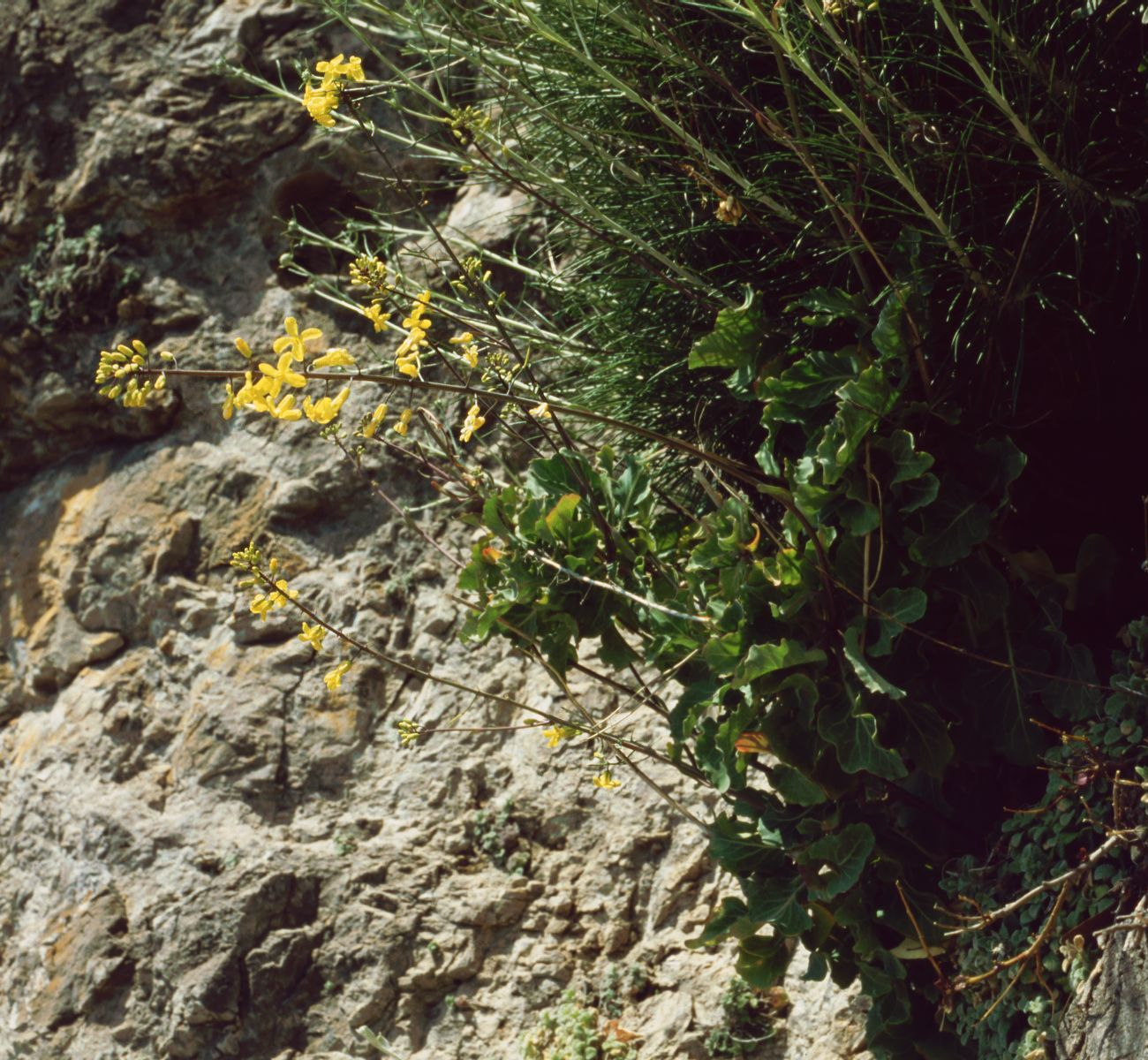
Brassica cretica subsp. aegaea

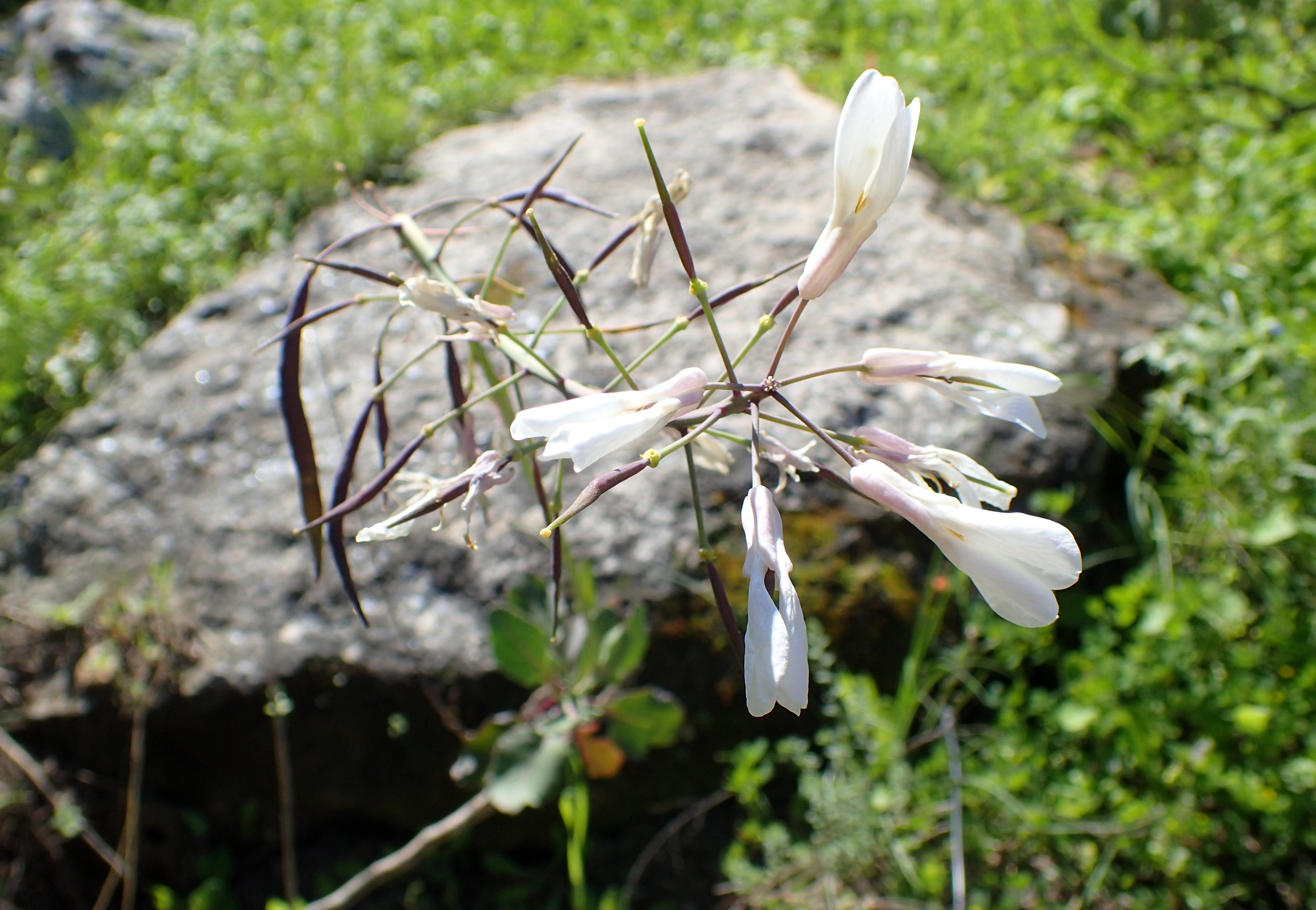
Brassica hilarionis

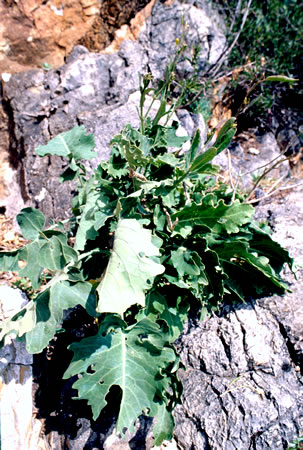
Brassica macrocarpa

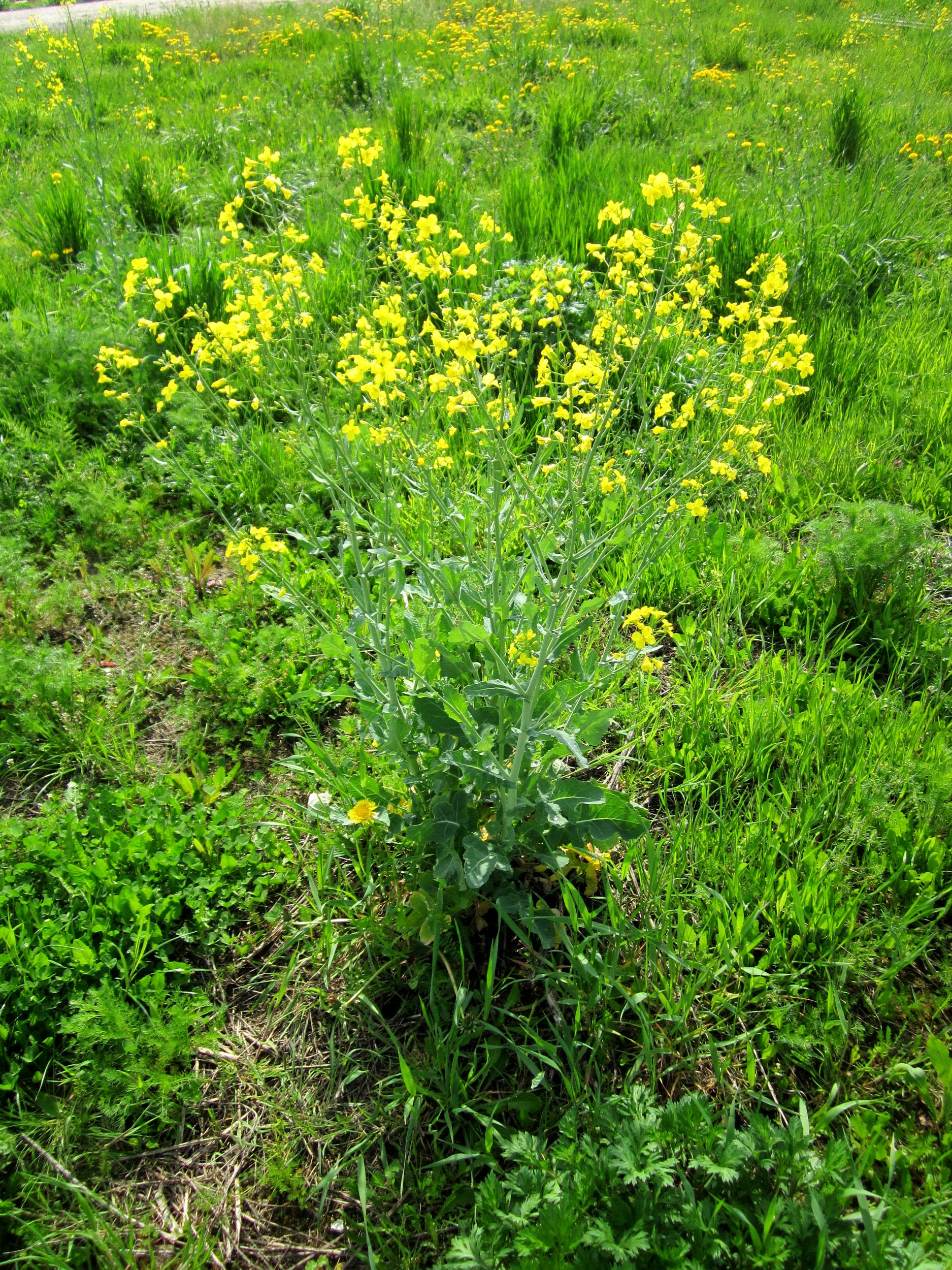
Raps (Brassica napus)

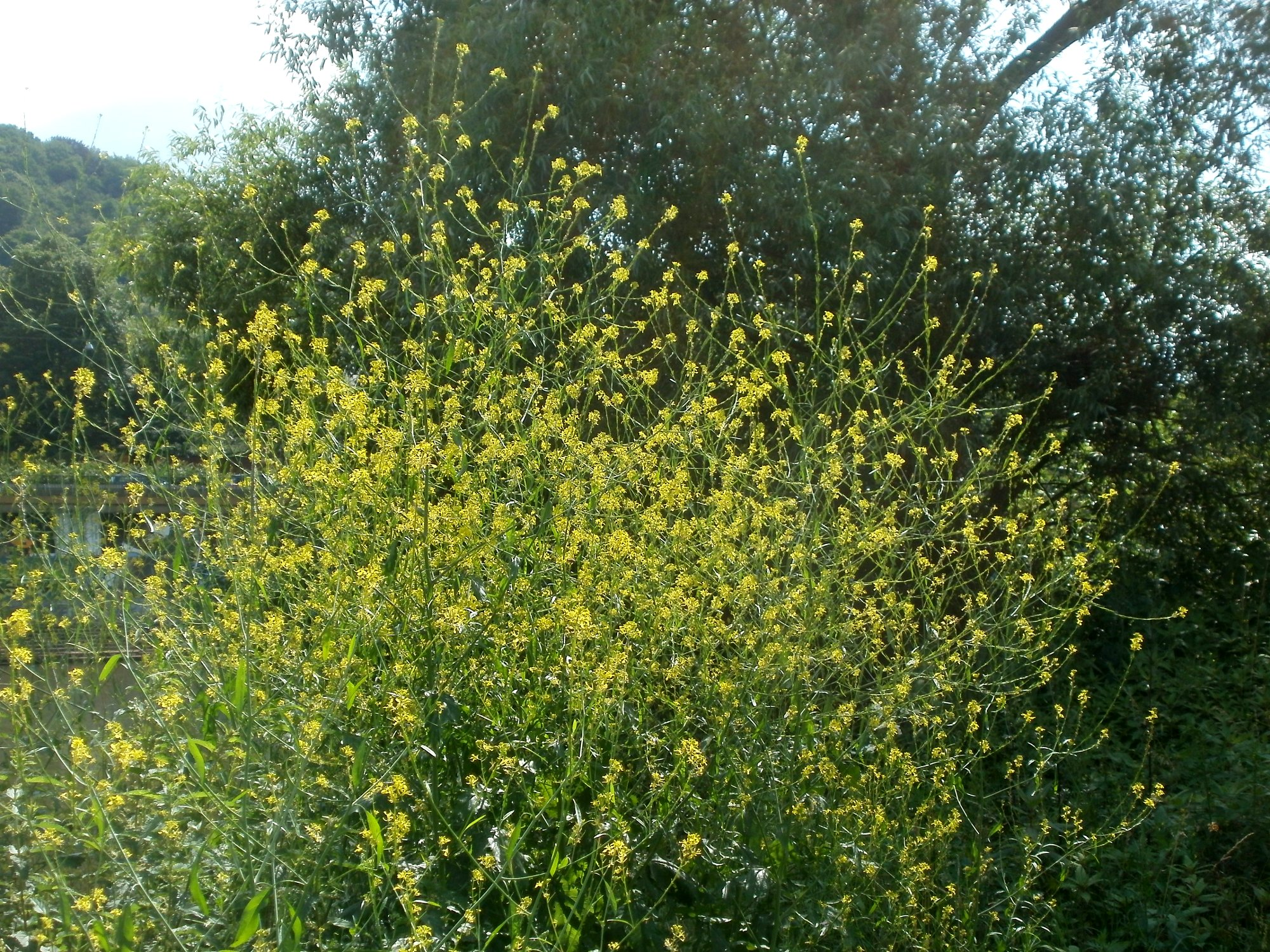
Schwarzer Senf (Brassica nigra)

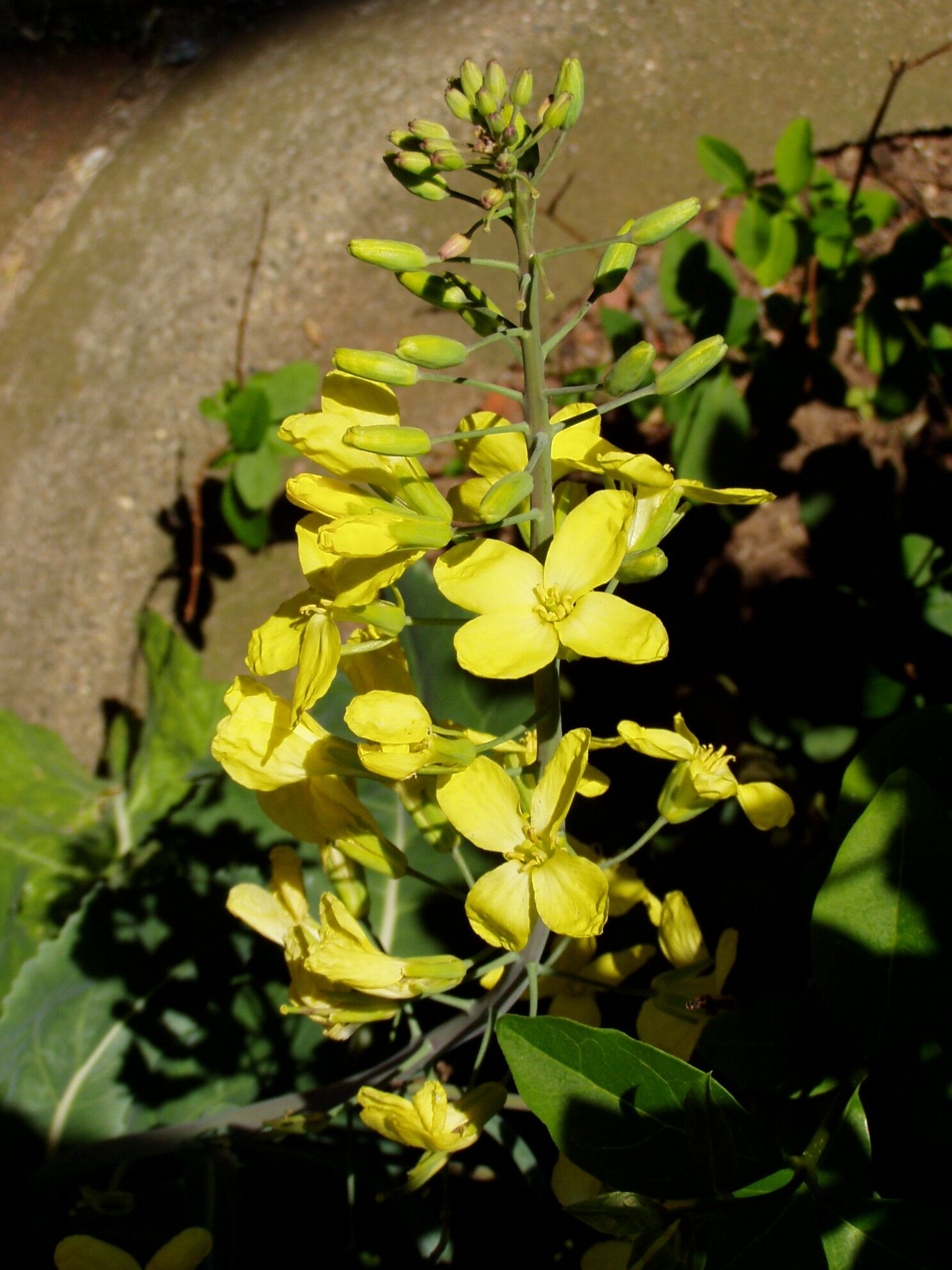
Gemüse-Kohl (Brassica oleracea), die Wildform auf Helgoland

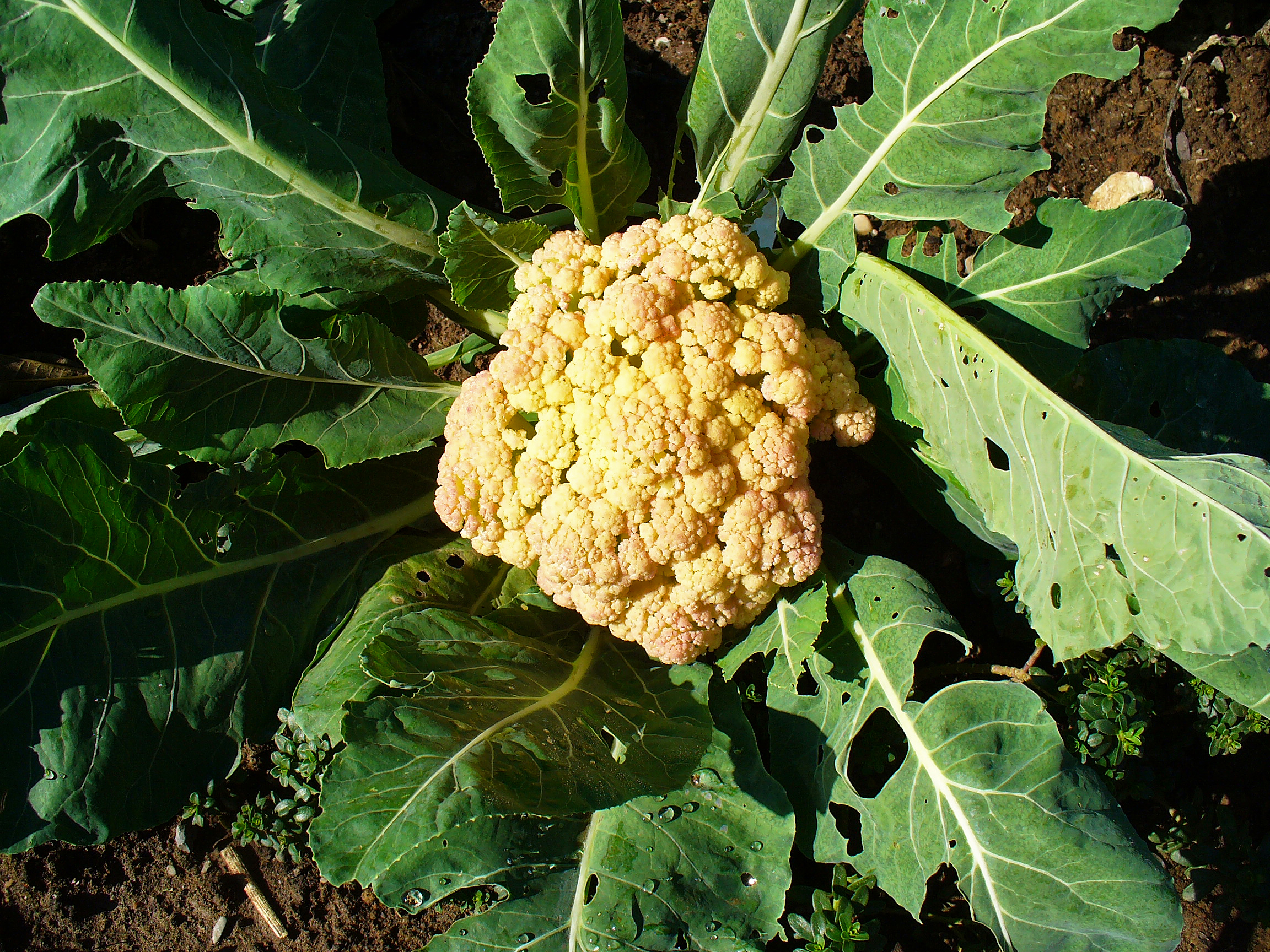
Blumenkohl (Brassica oleracea var. botrytis)

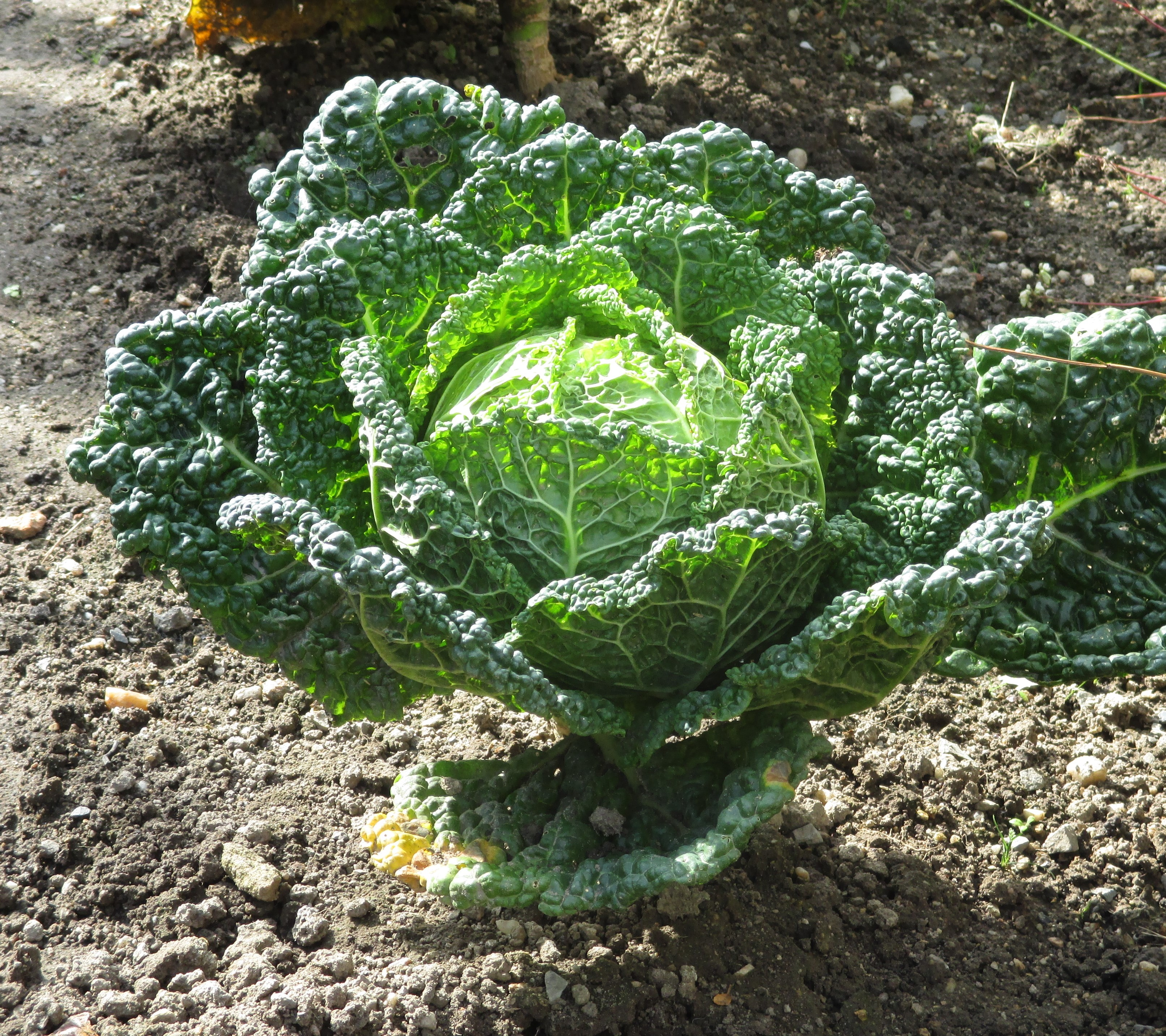
Wirsing (Brassica oleracea convar. capitata var. sabauda)

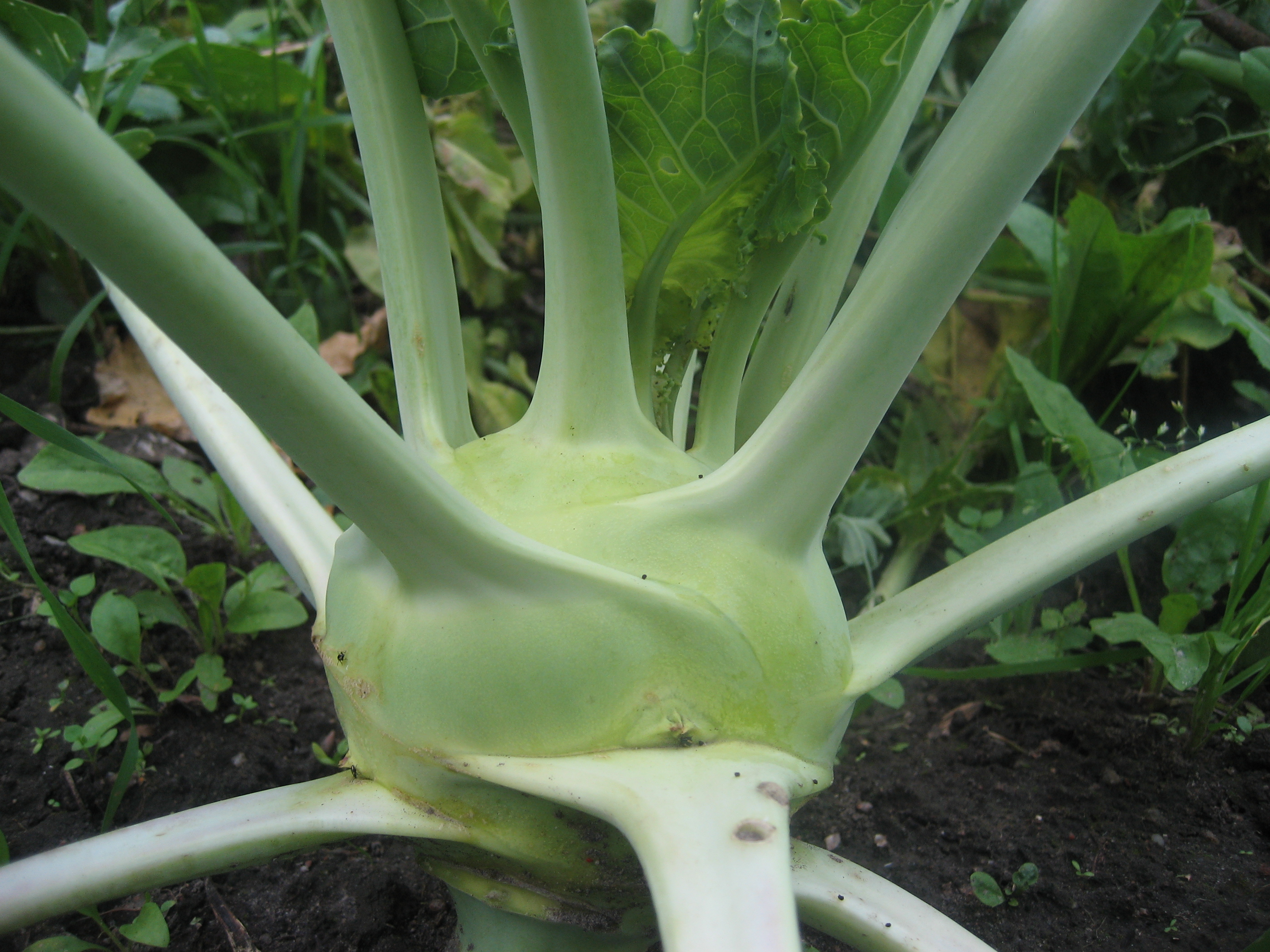
Kohlrabi (Brassica oleracea var. gongylodes)

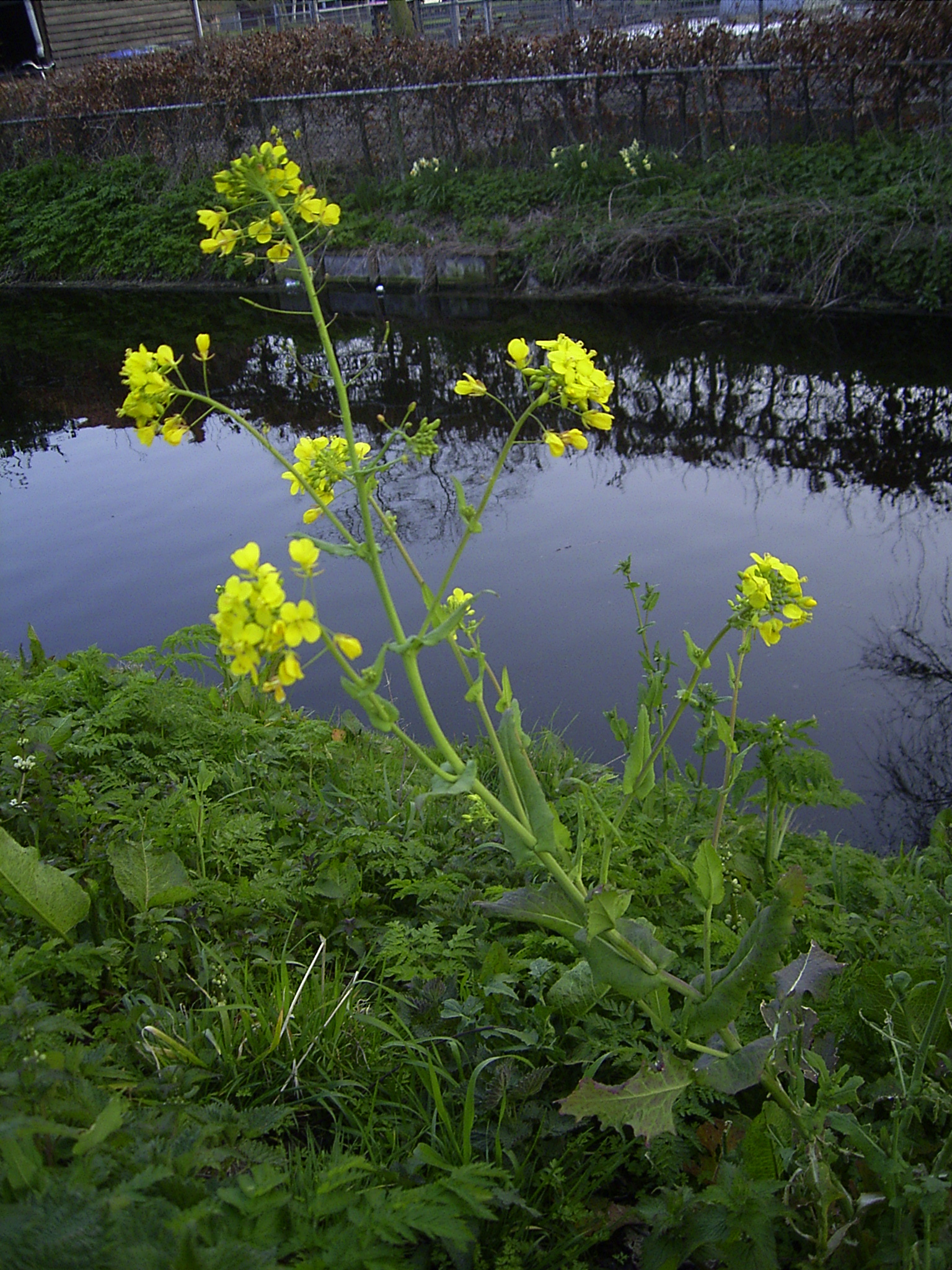
Rübsen (Brassica rapa)

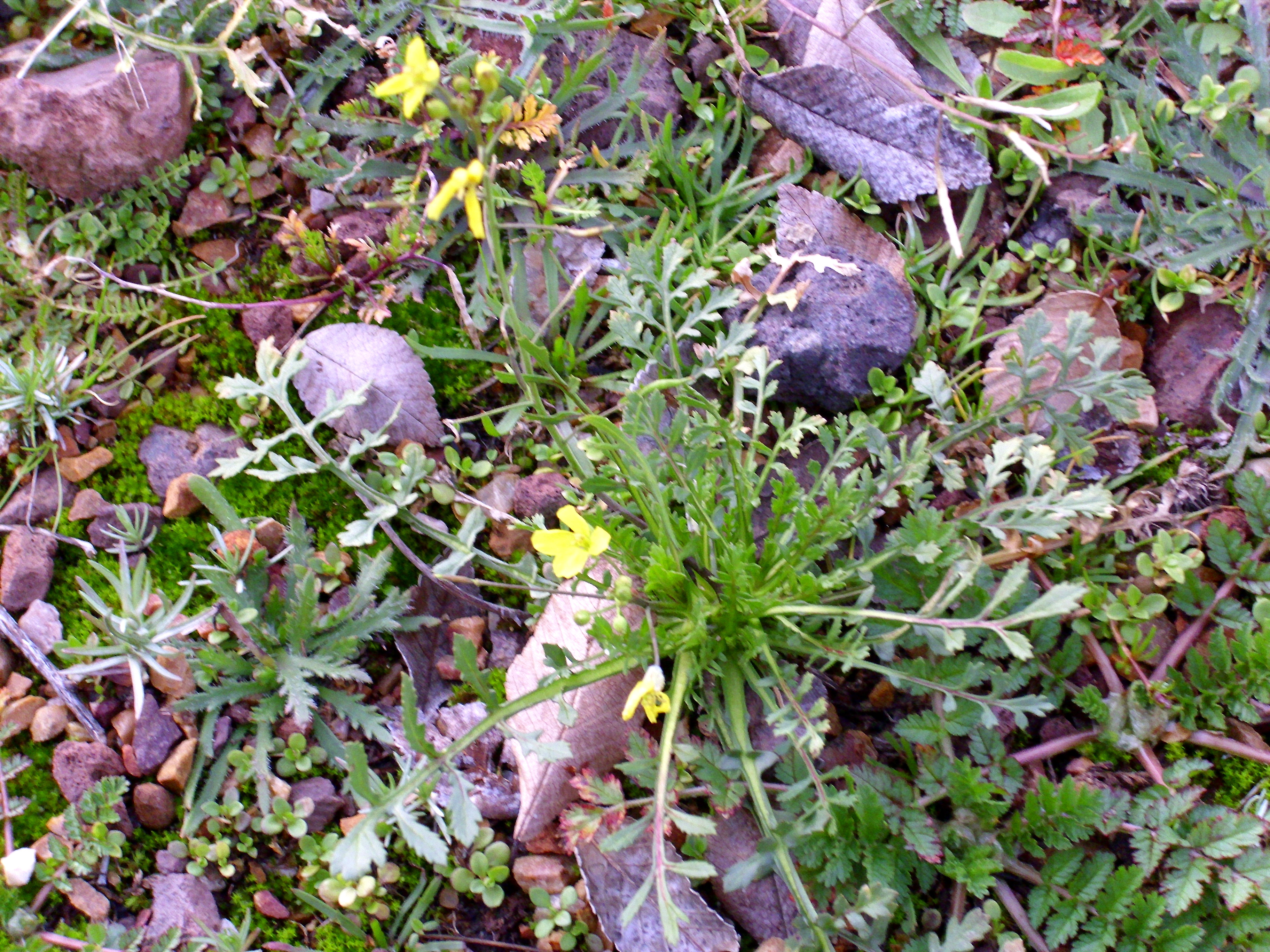
Brassica repanda subsp.
blancoana

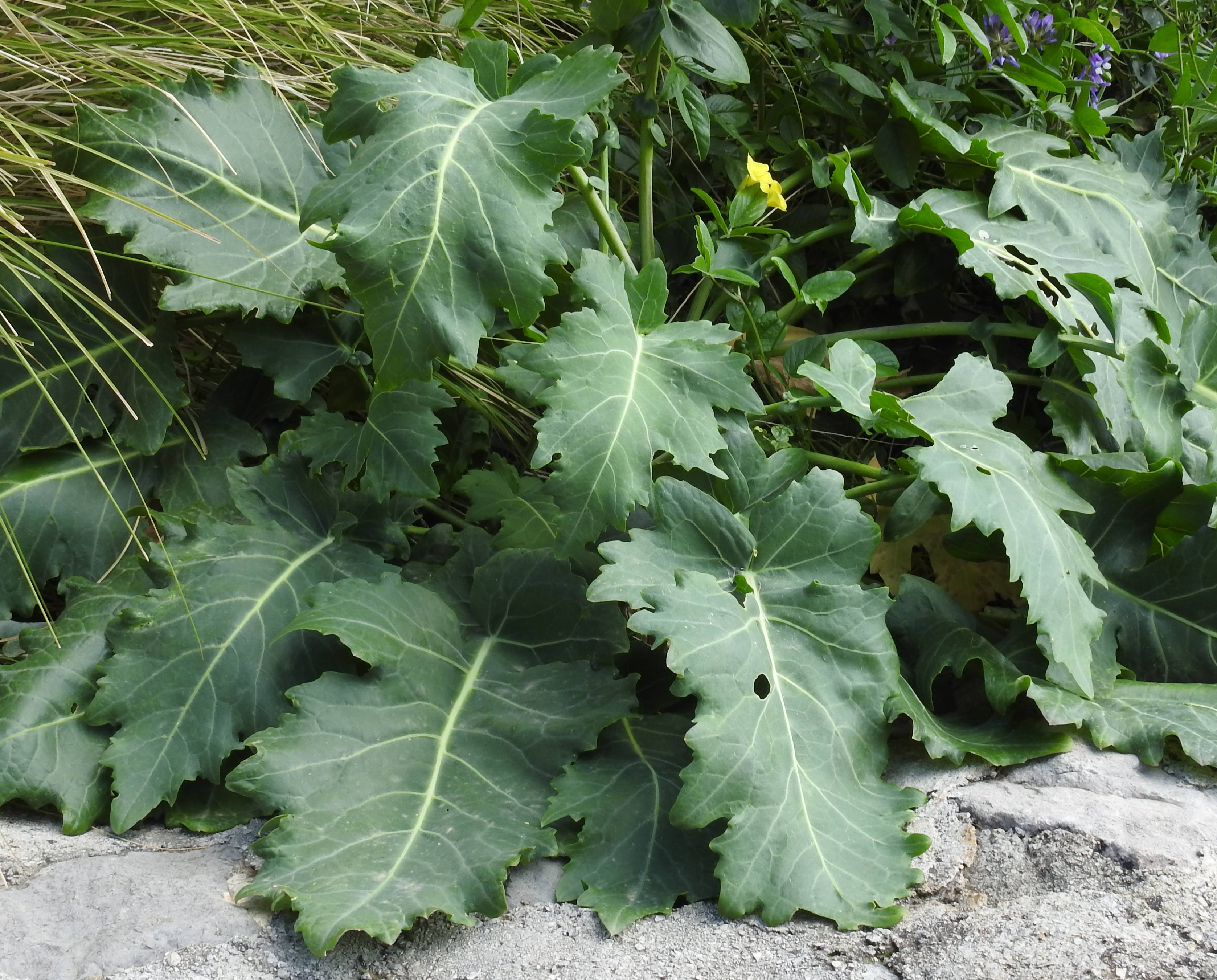
Brassica rupestris

## Systematik und Verbreitung
Die Gattung Brassica wurde durch Carl von Linné in Species Plantarum, Tomus II, 1753, S. 666, und Genera Plantarum, 5. Auflage, 1754, S. 299 aufgestellt. Synonyme für Brassica L. sind: Brassicaria Pomel, Guenthera Andrz., Napus K.F.Schimp. & Spenn., Rapa Mill., Brassicastrum Link.
Die Gattung Brassica gehört zur Tribus Brassiceae DC. innerhalb der Familie Brassicaceae.
Die Brassica-Arten sind von Makaronesien über Europa, das nördliche, östliche und südliche Afrika, Westasien, die Arabische Halbinsel bis Zentralasien verbreitet. Das Zentrum der Artenvielfalt ist der Mittelmeerraum.
Zur Gattung Brassica gehören 35 bis 44 Arten:
- Brassica assyriaca Mouterde: Dieser Endemit kommt nur im nördlichen Syrien vor.[8]
- Brassica aucheri Boiss.: Sie kommt im Iran und Irak vor.[8]
- Brassica baldensis (Prosser & Bertolli) Prosser & Bertolli (Syn.: Guenthera repanda subsp. baldensis Prosser & Bertolli, Brassica repanda subsp. baldensis (Prosser & Bertolli) Prosser & Bertolli): Sie hat seit 2012 den Rang einer Art. Dieser Endemit kommt nur im Gebiet des Monte Baldo vor.[11]
- Balearen-Kohl (Brassica balearica Pers.): Dieser Endemit kommt nur auf Mallorca vor.[8]
- Brassica barrelieri (L.) Janka: Sie kommt in Spanien, Portugal, Algerien und Marokko vor.[8]
- Brassica bourgaei (Webb ex H.Christ) Kuntze: Sie kommt auf den Kanarischen Inseln Teneriffa, La Palma, Gomera und Hierro vor.[12]
- Brassica cadmea Heldr. ex O.E.Schulz: Sie kommt in Griechenland vor.[12]
- Abessinischer Senf oder Abessinischer Kohl (Brassica carinata A.Braun): Er kommt in Äthiopien eingebürgert vor und wird in Nordamerika und vielen anderen Ländern Afrikas kultiviert.[8]
- Brassica cretica Lam.: Sie kommt ursprünglich in fünf Unterarten in Griechenland, auf Kreta, auf Inseln in der Ägäis und in der Türkei vor.[12]
- Brassica deflexa Boiss.: Sie kommt in der Türkei, im Libanon, in Syrien, im Irak, Iran, im südöstlichen Afghanistan, in Kuwait und Saudi-Arabien vor.[8]
- Brassica deserti Danin & Hedge: Sie kommt nur auf der Sinai-Halbinsel vor.[8]
- Brassica desnottesii Emb. & Maire: Sie kommt in Marokko vor.[12]
- Brassica dimorpha Coss. & Durieu: Sie kommt in Algerien sowie Tunesien vor.[12]
- Brassica drepanensis (Caruel) Damanti (Syn.: Brassica villosa subsp. drepanensis (Caruel) Raimondo & Mazzola): Dieser Endemit kommt nur im nordwestlichen Sizilien vor.[8]
- Langrispen-Kohl (Brassica elongata Ehrh.): Sie kommt ursprünglich in zahlreichen Unterarten in Sibirien, Xinjiang, in West- und Zentralasien, im Kaukasusraum, in Marokko, Mittel-, Ost- und Südosteuropa vor.[8]
- Mittelmeer-Kohl (Brassica fruticulosa Cirillo): Sie kommt in Südeuropa und Nordafrika vor.[8]
- Brassica glabrescens Poldini (Syn.: Brassica repanda subsp. glabrescens (Poldini) Gómez-Campo, Guenthera repanda subsp. glabrescens (Poldini) Gómez-Campo): Sie hat seit 2012 den Rang einer Art. Dieser Endemit kommt nur im Gebiet zwischen den Flüssen Cellina und Meduna in Magredi del Cellina in Friaul-Julisch Venetien im nordöstlichen Italien vor.[11]
- Brassica gravinae Ten.: Sie kommt in Italien, Marokko, Algerien, Tunesien und Libyen vor.[12]
- Brassica hilarionis Post: Dieser Endemit kommt nur auf Zypern vor.[12]
- Brassica incana Ten.: Sie kommt in Italien auf der Balkanhalbinsel und der Krim vor.[12]
- Brassica insularis Moris: Sie kommt auf Sardinien, Korsika, Sizilien, in Algerien sowie Tunesien vor.[12]
- Brassica jordanoffii O.E.Schulz (Syn.: Brassica nivalis subsp. jordanoffii (O.E.Schulz) Akeroyd & Leadlay): Sie kommt nur im südwestlichen Bulgarien vor.[12]
- Brauner Senf (Brassica juncea (L.) Czern.), auch Indischer Senf, Sareptasenf oder Ruten-Kohl. Er ist weltweit kultiviert oder eingebürgert. Seine Ursprünglichkeit ist zweifelhaft in Zentralasien und in der Mongolei.[8] Es gibt die Varietäten:
  - Chinesischer Senf (Brassica juncea var. crispifolia L.H.Bailey)
  - Hornsenf (Brassica juncea var. linearifolia)
  - Grün-im-Schnee (Brassica juncea var. multiceps M.Tsen & S.H.Lee)
  - Breitblättriger Senf (Brassica juncea var. rugosa (Roxb.) M.Tsen & S.H.Lee), mit der Sorte Roter Senf 'Red Giant'
  - Tsa Tsai (Brassica juncea var. tsatsai (T.L.Mao) Gladis, Syn.: Brassica juncea var. tumida M.Tsen & S.H.Lee)
- Brassica loncholoma Pomel: Sie kommt in Algerien sowie Tunesien vor. Sie wird auch als Eruca loncholoma (Pomel) O.E.Schulz von manchen Autoren in die Gattung Eruca gestellt.[12]
- Brassica macrocarpa Guss.: Dieser Endemit kommt nur auf den Inseln Favignana und Marettimo bei Sizilien vor.[8]
- Brassica maurorum Durieu; Heimat: Algerien und Marokko.[12]
- Brassica montana Pourr.; Heimat: Italien, Frankreich und Spanien.[12]
- Raps (Brassica napus L.): Er kommt weltweit eingebürgert vor. Mit den Unterarten und Varietäten:
  - Steckrübe (Wruke) (Brassica napus subsp. rapifera Metzg., Syn.: Brassica napus subsp. napobrassica Mill.)
  - Raps (Brassica napus L. subsp. napus)
  - Schnittkohl (Brassica napus var. pabularia (DC.) Alef.)
- Schwarzer Senf (Brassica nigra (L.) W.D.J.Koch): Er ist ursprünglich in Eurasien und Afrika weit verbreitet und in anderen Ländern ein Neophyt.[8]
- Brassica nivalis Boiss. & Heldr.: Sie kommt nur im nördlichen Griechenland vor.[12] Manchmal wird diese Art mit Brassica jordanoffii aus Bulgarien zu einer Art Brassica nivalis s. l. zusammengefasst.[8]
- Gemüsekohl (Brassica oleracea L.): Er gedeiht ursprünglich an den Küsten von Spanien, Frankreich, Großbritannien und Deutschland (Helgoland), wird aber weltweit kultiviert.[8] Es gibt einige Varietäten:
  - Zierkohl (Brassica oleracea var. acephala DC.)
  - China-Broccoli, Gai Lon oder Kai-lan (Brassica oleracea var. alboglabra (L.H.Bailey) Musil)
  - Blumenkohl (Brassica oleracea var. botrytis L.)
    - Romanesco (Brassica oleracea convar. botrytis var. botrytis)

  - Kopfkohl (Brassica oleracea convar. capitata L.)
    - Weißkohl (Brassica oleracea convar. capitata var. alba)
      - Spitzkohl

    - Rotkohl (Brassica oleracea convar. capitata var. rubra)
    - Wirsing (Brassica oleracea convar. capitata var. sabauda L.)
      - Butterkohl (Brassica oleracea convar. capitata var. sabauda subvar. fimbriata)

  - Rosenkohl (Brassica oleracea var. gemmifera DC.)
  - Kohlrabi (Brassica oleracea var. gongylodes L.)
  - Broccoli (Brassica oleracea var. italica Plenck)
  - Markstammkohl (Brassica oleracea var. medullosa Thell.)
  - Palmkohl (Brassica oleracea var. palmifolia DC.)
  - Grünkohl (Brassica oleracea var. sabellica L.)
  - Kuhkohl, Blattkohl, Staudenkohl (Brassica oleracea var. viridis L.)
- Brassica oxyrrhina (Coss.) Willk.: Sie kommt in Portugal, Spanien sowie Marokko vor.[12]
- Brassica procumbens (Poir.) O.E.Schulz: Sie kommt ursprünglich in Tunesien vor und ist im nordöstlichen Algerien ein Neophyt.[8]
- Rübsen (Brassica rapa L.). Die Art ist weltweit verbreitet, eine genauere Heimat ist nicht bekannt.[8] Mit den Unterarten und Varietäten:
  - Herbstrübe (Mairübe), Teltower Rübchen, Bayerische Rübe, Pfatterer Rübe, Rübstiel (Brassica rapa subsp. rapa)
  - Pak Choi (Brassica rapa subsp. chinensis (L.) Hanelt)
  - Mizuna, Japanischer Salat (Brassica rapa subsp. nipposinica (L.H.Bailey) Hanelt)
  - Ölrübsen (Brassica rapa subsp. oleifera (DC.) Metzg.)
  - Choisum (Brassica rapa var. parachinensis (L.H.Bailey) Hanelt)
  - Chinakohl (Brassica rapa subsp. pekinensis (Lour.) Hanelt)
  - Rübstiel (Brassica rapa var. rapifera subvar. pabularia und Brassica rapa subsp. silvestris „Namenia“)
  - Stängelkohl (Brassica rapa var. cymosa, Syn.: Brassica rapa var. silvestris)
  - Aburana (Brassica rapa var. nippo-oleifera)
  - Komatsuna, Japanischer Senfspinat (Brassica rapa subsp. nipposinica (L.H.Bailey) Hanelt var. perviridis L.H.Bailey)
- Brassica repanda (Willd.) DC.: Sie kommt ursprünglich im nordwestlichen Italien, im südlichen Frankreich, in Spanien, Marokko sowie im nördlichen Algerien vor.[8] Es gibt etwa 16 Unterarten.[8]
- Brassica rupestris Raf.: Dieser Endemit kommt nur im nördlichen Sizilien und im südwestlichen Italien vor.[8][13]
- Brassica setulosa (Boiss. & Reut.) Coss.: Sie kommt im östlichen Marokko sowie im nordwestlichen Algerien vor.[8]
- Brassica somalensis Hedge & A.G.Mill.: Sie wurde 1977 aus Somalia erstbeschrieben.
- Brassica souliei (Batt.) Batt.: Sie kommt in zwei Unterarten in Sizilien, Tunesien, im nördlichen Algerien sowie in Marokko vor.[8]
- Brassica spinescens Pomel: Sie ist ein Endemit Algeriens.[8]
- Brassica tournefortii Gouan: Sie kommt ursprünglich in Südeuropa, Nordafrika, in Arabien, in West- bis Zentralasien und Pakistan verbreitet.[8] In Nordamerika, Australien, Neuseeland und im südlichen Afrika ist sie ein Neophyt.[8]
- Brassica villosa Biv. (Syn.: Brassica bivoniana Mazzola & Raimondo, Brassica tinei Lojac.): Dieser Endemit kommt nur im westlichen bis zentralen Sizilien vor.[8]